# Pevnost Ozama
Pevnost Ozama (španělsky Fortaleza Ozama) je hrad ze šestnáctého století nacházející se nad řekou Ozama v dominikánském Santo Domingu ležící při vstupu do města. Svůj název má podle stejnojmenné řeky, je nejstarší vojenskou stavbou na obou amerických kontinentech. V centru stavby se nachází Věž pocty. Hrad byl postaven jako strážící vstup do města a bránící před útočníky přicházejícími z moře. Stavba začala v roce 1502 a byla provedena tak dobře, že hrad fungoval jako vězení až do 60. let 20. století, kdy byl přestavěn a otevřen veřejnosti. Společně s historickým jádrem Santa Dominga figuruje na seznamu světového kulturního dědictví UNESCO.

## Fotogalerie

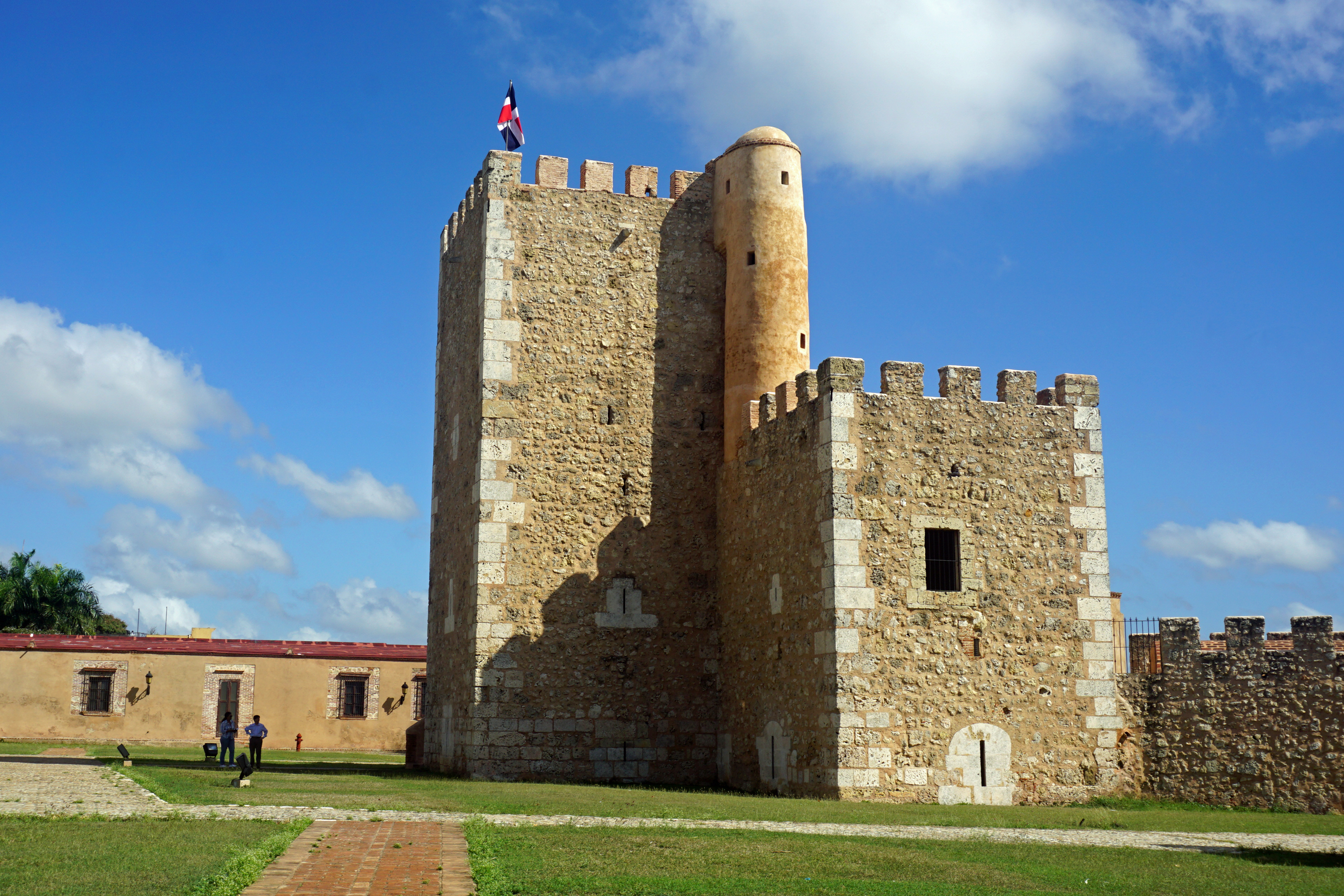
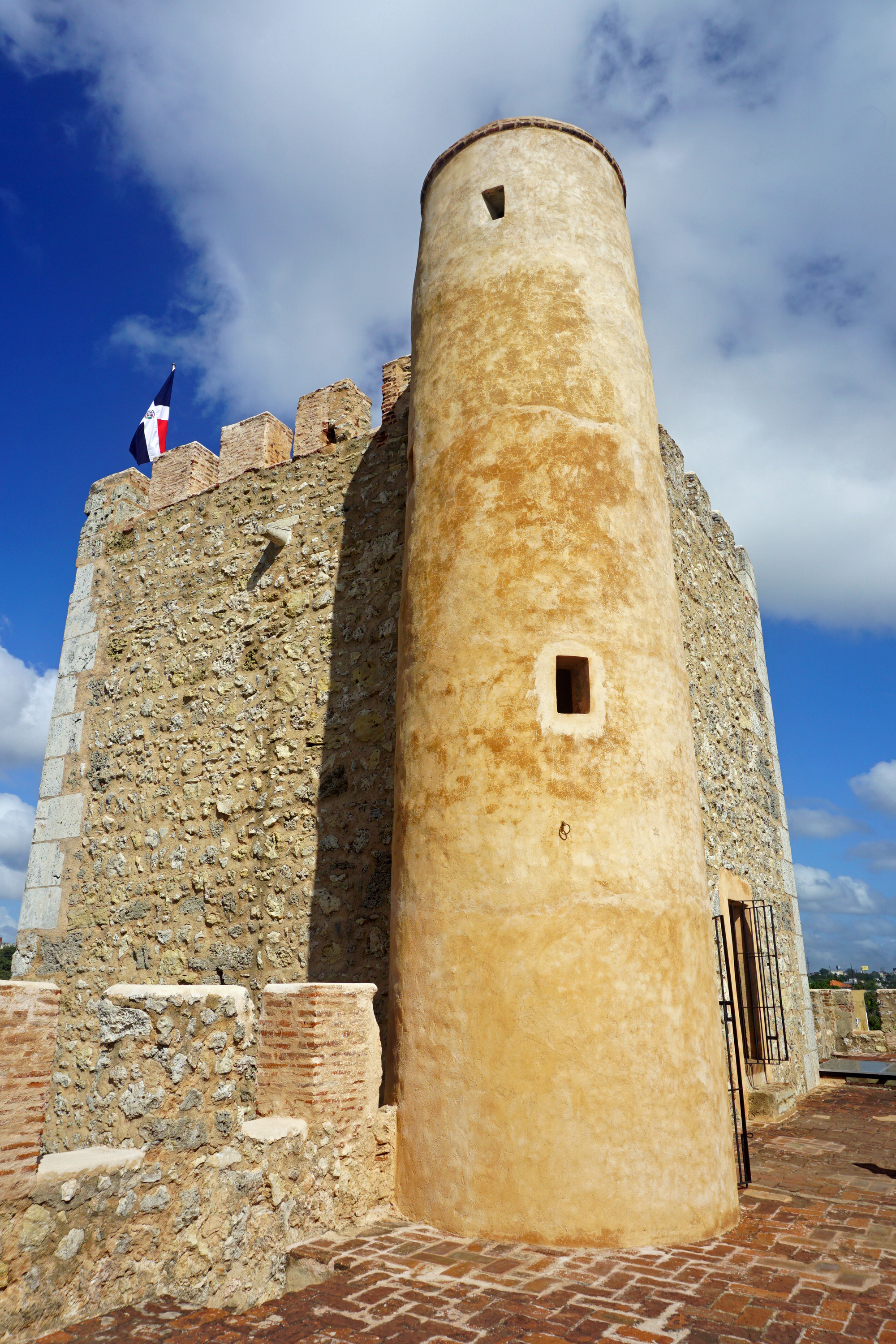
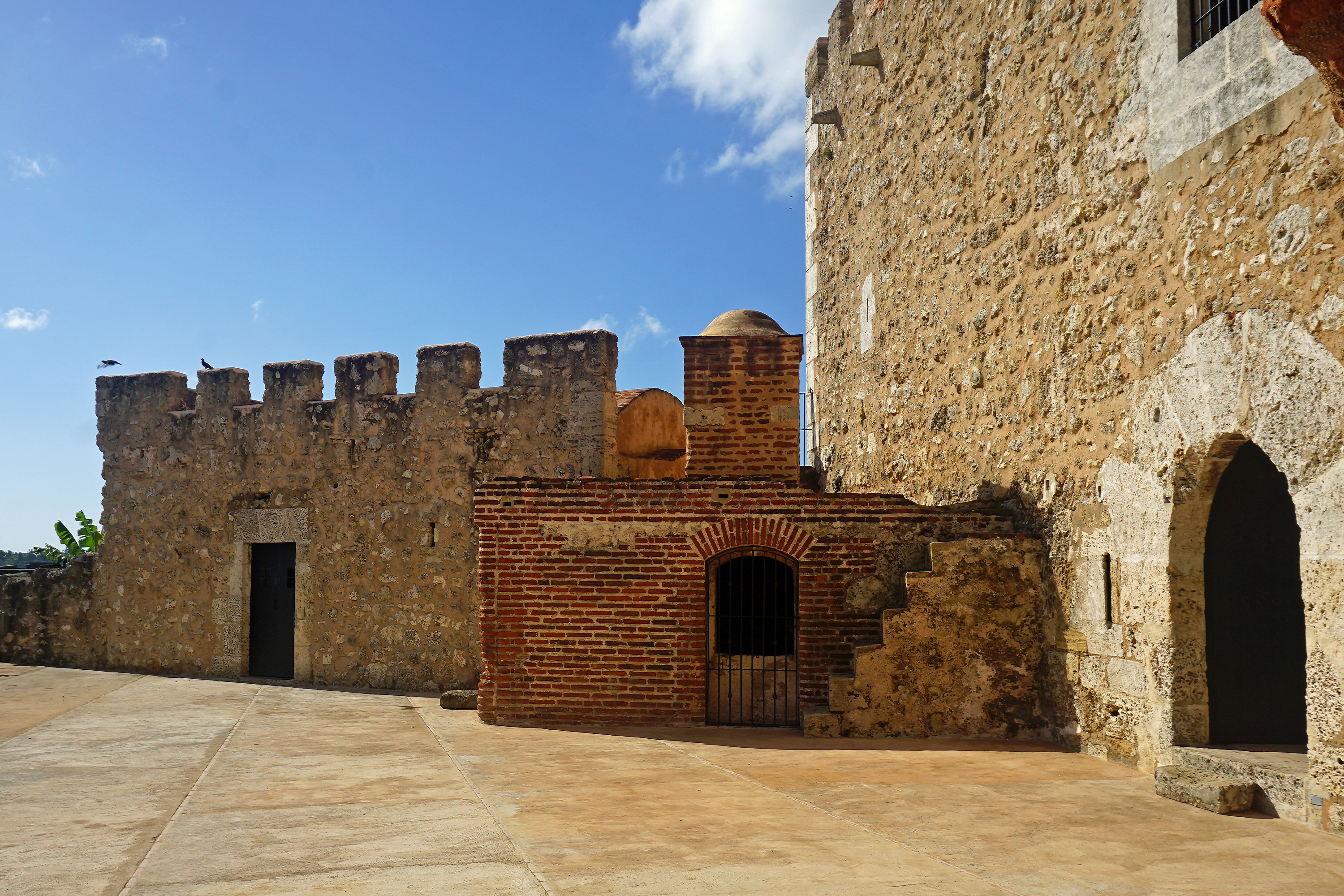
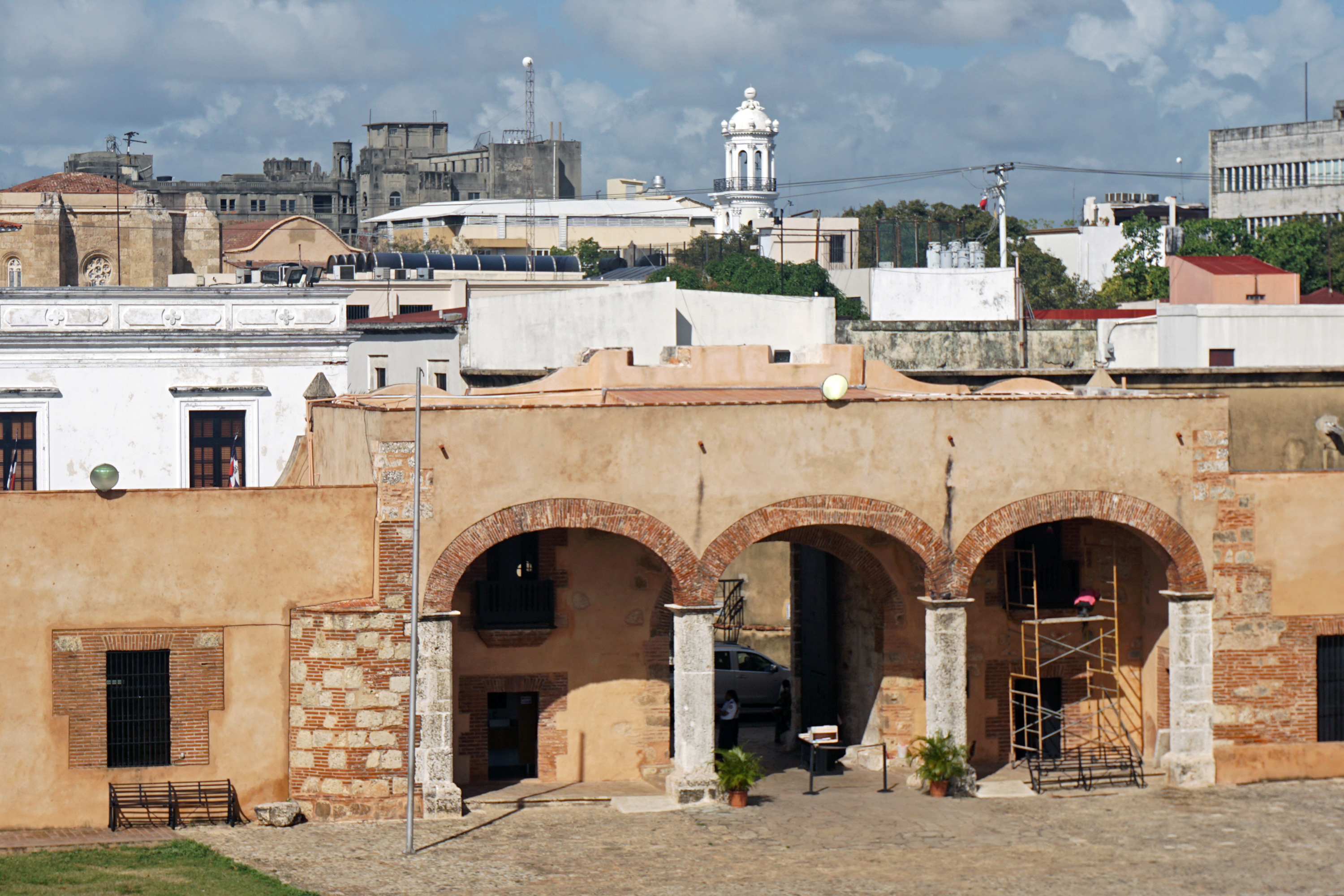
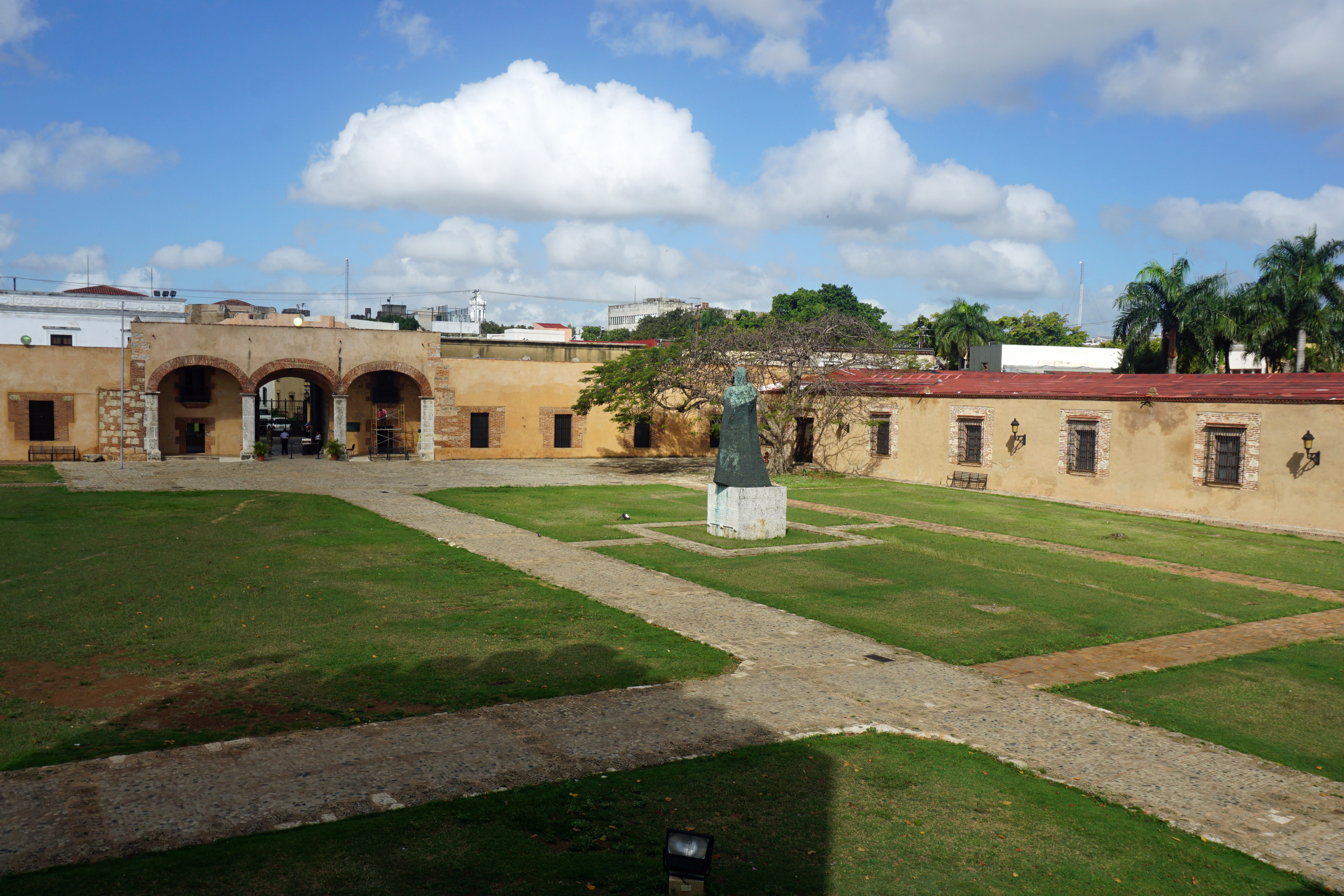